# Dornier Do 200
Dornier Do 200 war die deutsche Tarnbezeichnung für erbeutete Bomber, die im Zweiten Weltkrieg auf dem von den Achsenmächten besetzten Gebiet notlanden mussten und dann von der deutschen Luftwaffe geflogen wurden (Kampfgeschwader 200). Mit dieser Bezeichnung sollte der Gegner beim Abhören von Funksprüchen getäuscht werden.
Erbeutet wurden Bristol Blenheim, Vickers Wellington, Bloch MB.200, Boeing B-17, Consolidated B-24, Tupolew SB-2, PZL.37 Łoś, Caproni Ca.133.